# سوجیت مان
سوجیت مان (هندی: सुजीत मान؛ زادهٔ ۱۵ دسامبر ۱۹۷۸) کشتی‌گیر اهل هند است.